# Antillensaltator
De Antillensaltator (Saltator albicollis) is een zangvogel uit de familie Thraupidae (Tangaren).

## Verspreiding en leefgebied
Deze soort is endemisch op de Kleine Antillen en telt 2 ondersoorten:
- Saltator albicollis albicollis: Martinique en Saint Lucia.
- Saltator albicollis guadelupensis: Guadeloupe en Dominica.

## Galerij

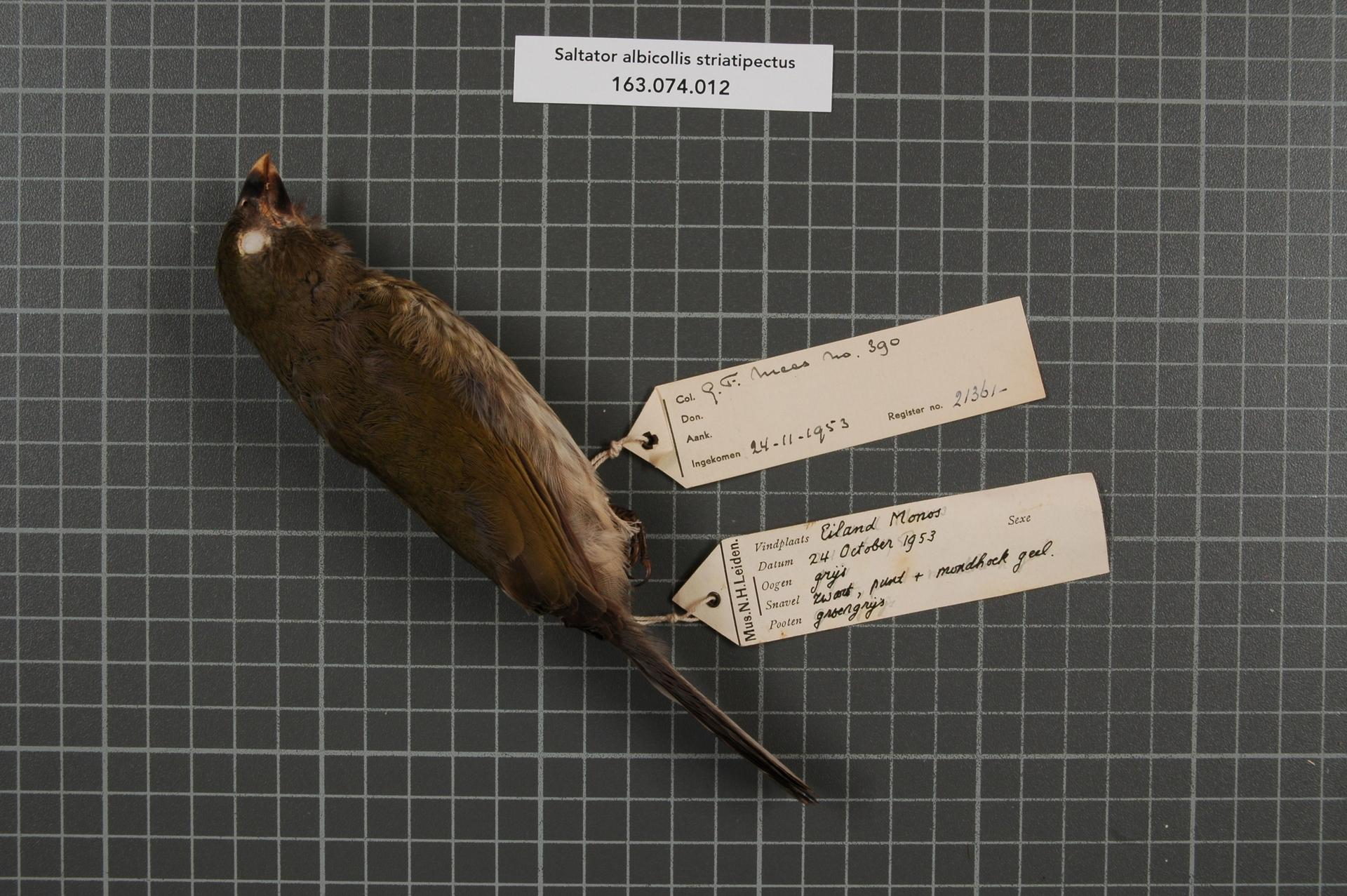